# جينتشو (مقاطعة هويتونغ)
جينتشو (بالصينية: 金竹镇) هي بلدة تقع في محافظة هويتونغ بمقاطعة خونان، في جمهورية الصين الشعبية. ووفقًا لتعداد عام 2023، بلغ عدد سكانها 20,450 نسمة، وتبلغ مساحتها حوالي 201.52 كيلومتر مربع (ما يعادل 77.81 ميل مربع).

## التقسيم الإداري
وفقًا لما صدر عام 2021، تنقسم بلدة جينتشو إلى خمس عشرة قرية، وهي:
- جينبينغ ((金坪村))
- تونغمو ((桐木村))
- يانجياو ((岩脚村))
- هوانغتوبا ((黄土坝村))
- تشينغجيانغ ((清江村))
- دي لينع ((地灵村))
- شي تشي ((石其村))
- شويوي ((水尾村))
- شياوجيا ((肖家村))
- وانغجيا ((王家村))
- دونغيوي ((东岳村))
- لوجياو ((楼脚村))
- بوجياو ((坡脚村))
- بانشان ((半山村))
- لاوتوان ((老团村))

## التاريخ
خلال فترة جمهورية الصين، كانت المنطقة تابعة لبلدات جينتشو (金竹乡)، وأنخواي (安怀乡)، وشيونغشي (雄溪乡)، وشوانغشي (双溪乡).
وبعد تأسيس الدولة الشيوعية في عام 1950، أصبحت البلدة تحت إدارة المنطقة الثانية من محافظة هويتونغ. وفي يونيو عام 1955، تم تغيير اسمها إلى "منطقة بوزي" (堡子区). وفي عام 2015، تم دمج بلدتي شياوجيا (肖家乡) وجينلونغ (金龙乡) لتشكيل بلدة جينتشو.

## الجغرافيا
تقع بلدة جينتشو في الجهة الشمالية الشرقية من محافظة هويتونغ. يحدّها من الغرب بلدة بوزي، ومن الشرق بلدة رُوشوي، ومن الشمال بلدتا ما آن وهونغجيانغ، ومن الجنوب بلدة لينتشنغ.

## التركيبة السكانية
حسب التعداد السكاني الصادر عام 2019، تُقدّر الهيئة الوطنية للإحصاء في الصين عدد سكان بلدة جينتشو بـ20,450 نسمة.

### قائمة المراجع
- Li Liguo; Yu Changming; Duan Linyi, eds. (2015).  中华人民共和国政区大典湖南省卷 [Volume of Hunan of the Encyclopedia of the People's Republic of China] (بالصينية). Beijing: China Social Publishing House. ISBN:9787508748160.
- Wu, Xianqing, ed. (2012).  会同县概况 [General Situation of Huitong County] (بالصينية). Beijing: Nationalities Publishing House. ISBN:978-7-105-12473-2.